# Lista över Chiles presidenter
Chiles president (officiell spanskspråkig titel: Presidente de la República de Chile) är landets stats- och regeringschef.
Presidentämbetet inrättades 1826.

## "Högsta Styresmän" (Directores Supremos)
- Bernardo O'Higgins Riquelme (1818–1823)
- Ramón Freire Serrano (1823–1826)

## Presidenter
- Manuel Blanco Encalada (1826–1826)
- Ramón Freire Serrano (1827–1827)
- Francisco Antonio Pinto Díaz (1829–1829)
- José Joaquín Prieto Vial (1831–1841)
- Manuel Bulnes Prieto (1841–1851)
- Manuel Montt Torres (1851–1861)
- José Joaquín Pérez Mascayano (1861–1871)
- Federico Errázuriz Zañartu (1871–1876)
- Aníbal Pinto Garmendia (1876–1881)
- Domingo Santa María González (1881–1886)
- José Manuel Balmaceda Fernández (1886–1891)
- Jorge Montt Álvarez (1891–1896)
- Federico Errázuriz Echaurren (1896-†1901)
- Germán Riesco Errázuriz (1901–1906)
- Pedro Montt Montt (1906-†1910)
- Ramón Barros Luco (1910–1915)
- Juan Luis Sanfuentes Andonaegui (1915–1920)
- Arturo Alessandri Palma (1920–1925)
- Emiliano Figueroa Larraín (1925–1927)
- Carlos Ibáñez del Campo (1927–1931)
- Juan Esteban Montero Rodríguez (1931–1932)
- Arturo Alessandri Palma (1932–1938)
- Pedro Aguirre Cerda (1938–†1941)
- Juan Antonio Ríos Morales (1942–†1946)
- Gabriel González Videla (1946–1952)
- Carlos Ibáñez del Campo (1952–1958)
- Jorge Alessandri Rodríguez (1958–1964)
- Eduardo Frei Montalva (1964–1970)
- Salvador Allende Gossens (1970–†1973)
- Augusto Pinochet Ugarte (1974–1990)
- Patricio Aylwin Azócar (1990–1994)
- Eduardo Frei Ruiz-Tagle (1994–2000)
- Ricardo Lagos Escobar (2000–2006)
- Michelle Bachelet Jeria (2006–2010)
- Sebastián Piñera Echenique (2010–2014)
- Michelle Bachelet Jeria (2014–2018)
- Sebastián Piñera Echenique (2018–2022)
- Gabriel Boric Font (2022-)[1]